# Kałuszyn (gmina)
Kałuszyn – gmina miejsko-wiejska w województwie mazowieckim, w powiecie mińskim. W latach 1975–1998 gmina położona była w województwie siedleckim.
Siedziba gminy to Kałuszyn.
Według danych z 30 czerwca 2004 gminę zamieszkiwały 6182 osoby. Natomiast według danych z 30 czerwca 2020 roku gminę zamieszkiwało 5749 osób.

## Struktura powierzchni
Według danych z roku 2002 gmina Kałuszyn ma obszar 94,52 km², w tym:
- użytki rolne: 69%
- użytki leśne: 23%

Gmina stanowi 8,12% powierzchni powiatu.

## Historia
Za Królestwa Polskiego gmina Kałuszyn (utworzona 1 stycznia 1867) należała do powiatu mińskiego w guberni warszawskiej.
Gminę zniesiono w połowie 1870 roku a jej obszar włączono do gmin Chrościce i Kuflew.
Gminę reaktywowoano w 1973 roku. Gmina objęła obszary, należące dawniej do 6 gmin:
- miasto Kałuszyn w powiecie mińskim;
- gminy Chróścice w powiecie mińskim – Abramy, Chrościce, Falbogi, Kazimierzów, Kluki, Milew, Mroczki, Olszewice, Ryczołek, Szembory, Szymony, Wąsy, Wity i Wólka Kałuska;
- gminy Czarnogłów w powiecie mińskim – Garczyn Duży, Garczyn Mały, Zimnowoda i Żebrówka;
- gminy Jakubów w powiecie mińskim – Budy Przytockie, Leonów, Marianka i Przytoka;
- gminy Kuflew w powiecie mińskim – Patok;
- gminy Sinołęka w powiecie węgrowskim – Gołębiówka, Groszki Nowe, Groszki Stare, Marysin i Piotrowina[13][14].

## Demografia

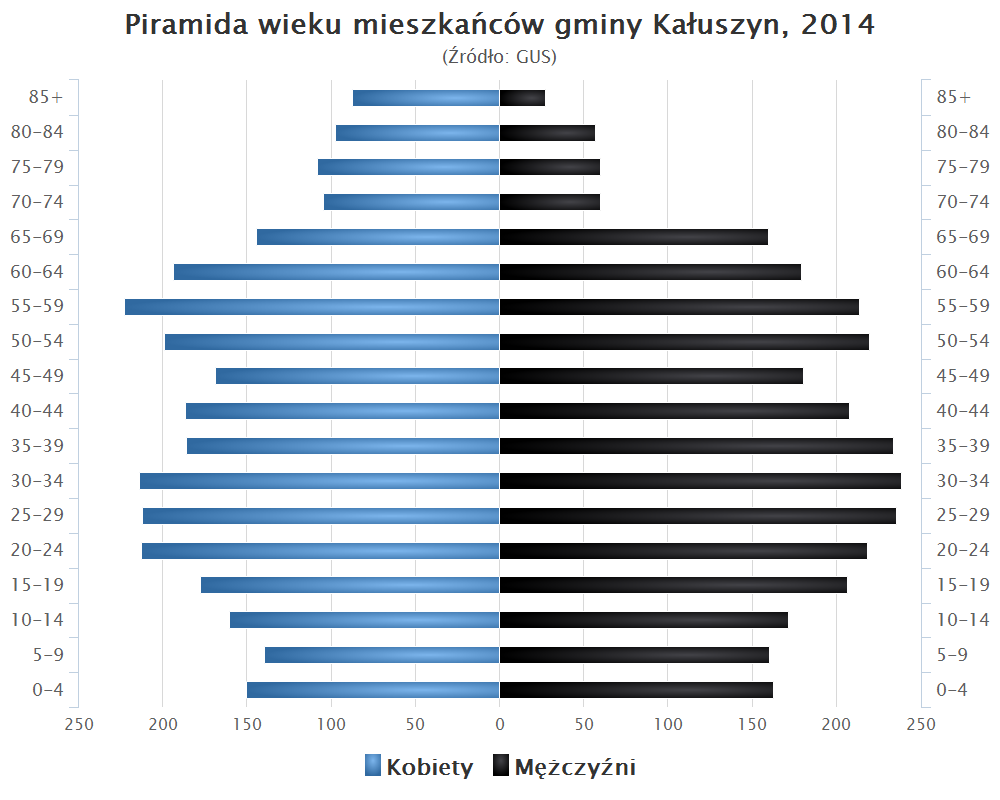
Piramida wieku mieszkańców gminy Kałuszyn w 2014 roku

Dane z 30 czerwca 2004:
| Opis                              | Ogółem | Ogółem | Kobiety | Kobiety | Mężczyźni | Mężczyźni |
| --------------------------------- | ------ | ------ | ------- | ------- | --------- | --------- |
| jednostka                         | osób   | %      | osób    | %       | osób      | %         |
| populacja                         | 6182   | 100    | 3104    | 50,2    | 3078      | 49,8      |
| gęstość zaludnienia (mieszk./km²) | 65,4   | 65,4   | 32,8    | 32,8    | 32,6      | 32,6      |

## Miejscowości sołeckie
Abramy, Budy Przytockie, Chrościce, Falbogi, Garczyn Duży, Garczyn Mały, Gołębiówka, Kazimierzów, Kluki, Leonów, Marianka, Milew, Mroczki, Nowe Groszki, Olszewice, Patok, Piotrowina, Przytoka, Ryczołek, Sinołęka, Stare Groszki, Szembory, Szymony, Wąsy, Wity, Wólka Kałuska, Zimnowoda, Żebrówka
Wieś bez statusu sołectwa Marysin.

## Sąsiednie gminy
Cegłów, Dobre, Grębków, Jakubów, Kotuń, Mrozy, Wierzbno